# Klinika Psychiatrii Dorosłych Uniwersytetu Medycznego w Poznaniu
Klinika Psychiatrii Dorosłych Uniwersytetu Medycznego w Poznaniu – szpital psychiatryczny zlokalizowany w obrębie zespołu Szpitala Klinicznego nr 5 im. Karola Jonschera Uniwersytetu Medycznego im. Karola Marcinkowskiego w Poznaniu na poznańskich Ogrodach, pomiędzy ulicami Bukowską i Szpitalną.

## Opis obiektu
Obiekt modernistyczny o powierzchni 2100 m², powstały w latach 1968–1970, na obszernej zielonej działce, która stanowi rozległy park (projektanci: Bogdan Celichowski, Wojciech Kasprzycki i Włodzimierz Wojciechowski). Przeniesiono tu chorych z zaadaptowanych, dawnych stajni przy ul. Grobla 26, gdzie wcześniej, w bardzo złych warunkach, działała lecznica psychiatryczna. Szczególne zasługi dla procesu budowy położyli prof. Ryszard Dreszer oraz doc. Halina Schramm. Nowa klinika w pełni odpowiadała światowym trendom lecznictwa psychiatrycznego w owych czasach, a do tego była pionierskim dziełem tego rodzaju w skali kraju.
W końcu XX wieku szpital był jedyną w Poznaniu zamkniętą placówką leczenia psychiatrycznego. Mieścił 120 łóżek (w tym 32 na oddziale dziecięcym). Na cztery oddziały przyjmowano rocznie 1400 chorych i udzielano 2000 konsultacji.

## Wzorce
Nowoczesne rozwiązania zastosowane w procesie projektowania obiektu wzorowane były na realizacjach szwedzkich – np. szpitalu w Löwenströmska lasarettet czy projekcie studialnym szpitala ogólnego Davies Memorial Foundation w Marion (USA). Innymi naśladowanymi wzorami były też: część pobytowa szpitala w Uelzen i szpitala kardiologicznego w Bad Salzuflen (oba w Niemczech).